# Abdoulaye Armin Kane
Abdoulaye Armin Kane (Dakar, 1º gennaio 1965) è uno scultore, pittore e animatore senegalese.

## Biografia
Abdoulaye Armin Kane è un pittore, scultore e video-maker. Vive e lavora a Dakar, dove si è anche laureato presso l'Accademia di Belle Arti.

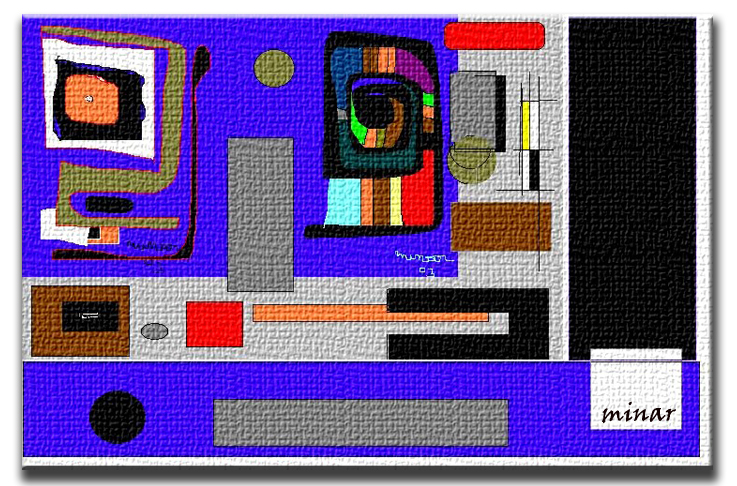
Un'opera per Wikipedia di Abdoulaye Armin Kane

## Attività
Armin Kane Ha partecipato a diverse mostre collettive in Senegal e all'estero. Ha partecipato a Dak'Art 2008 (durante la Biennale di Dakar del 2008) con l'animazione yaatal Kaddou o l'avvenimento, in cui ha analizzato le questioni della mobilità urbana. L'artista descrive con il suo video di animazione la vita urbana in Senegal a partire da un'analisi delle correlazioni sociali e del rapporto degli abitanti con la città.
È il primo artista ad aver inserito una sua opera concepita appositamente per Wikipedia. Armin Kane, il cui nome d'arte è Minar, utilizza per le sue sculture una serie di materiali, in particolare il legno e il ferro, successivamente trasformati in opere digitali.
In aggiunta al suo lavoro di artista, ha avviato dal 2005 una serie di workshops di espressione visiva al centro psichiatrico di Dakar, poiché gran parte della sua attività artistica procede di pari passo con il suo impegno nel descrivere gli attuali problemi di ordine sociale, economico, politico e culturale del suo paese.

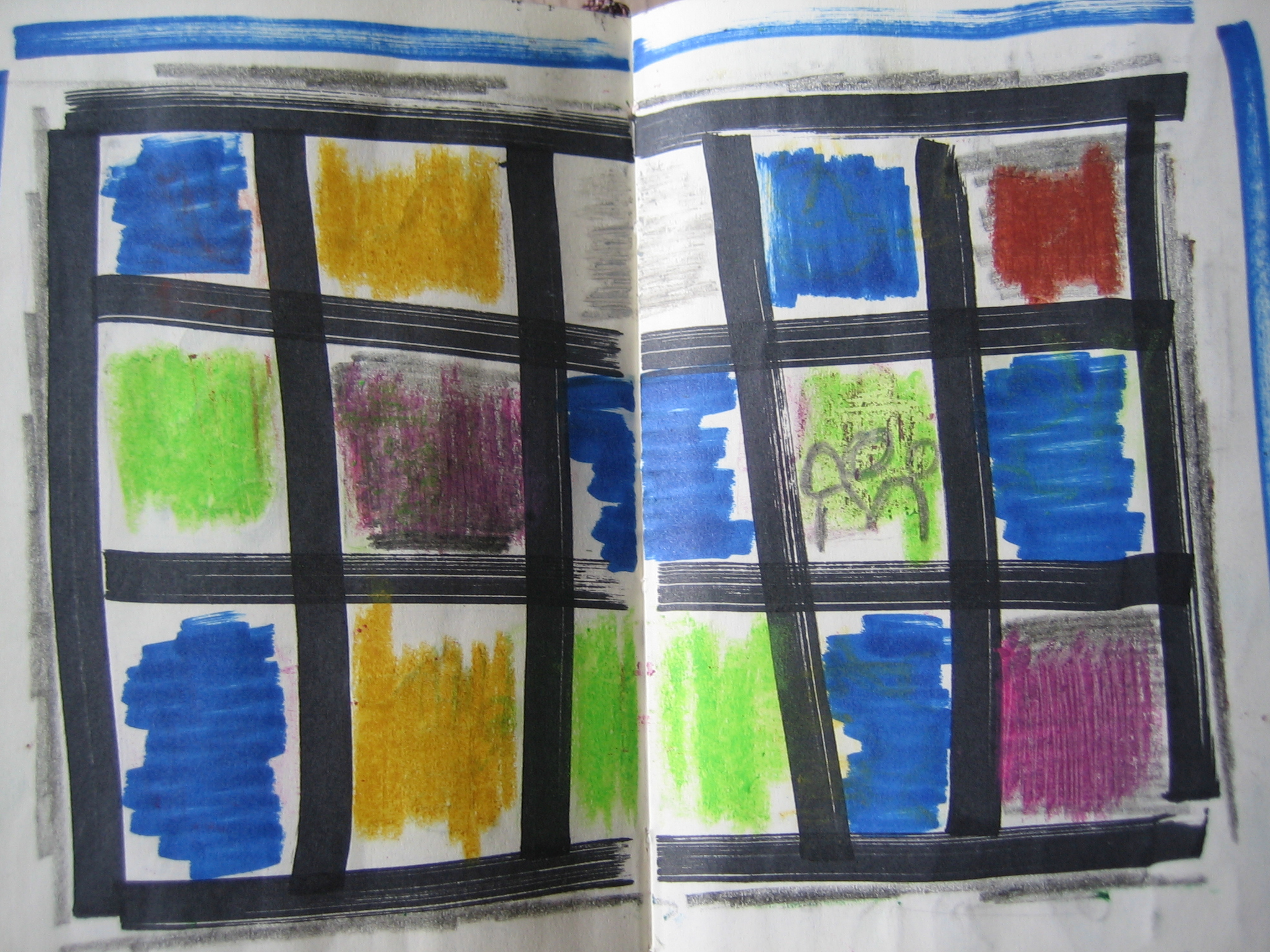
Opera di Abdoulaye Armin Kane